# Perlas (Treuen)
Perlas ist ein Ortsteil der Stadt Treuen im Vogtlandkreis (Freistaat Sachsen). Die selbstständige Gemeinde Perlas mit den Ortsteilen  Buch, Mahnbrück  und Veitenhäuser wurde am 13. Juli 1931 in Veitenhäuser umbenannt und am 1. Juli 1950 nach Treuen eingemeindet.

## Geografie

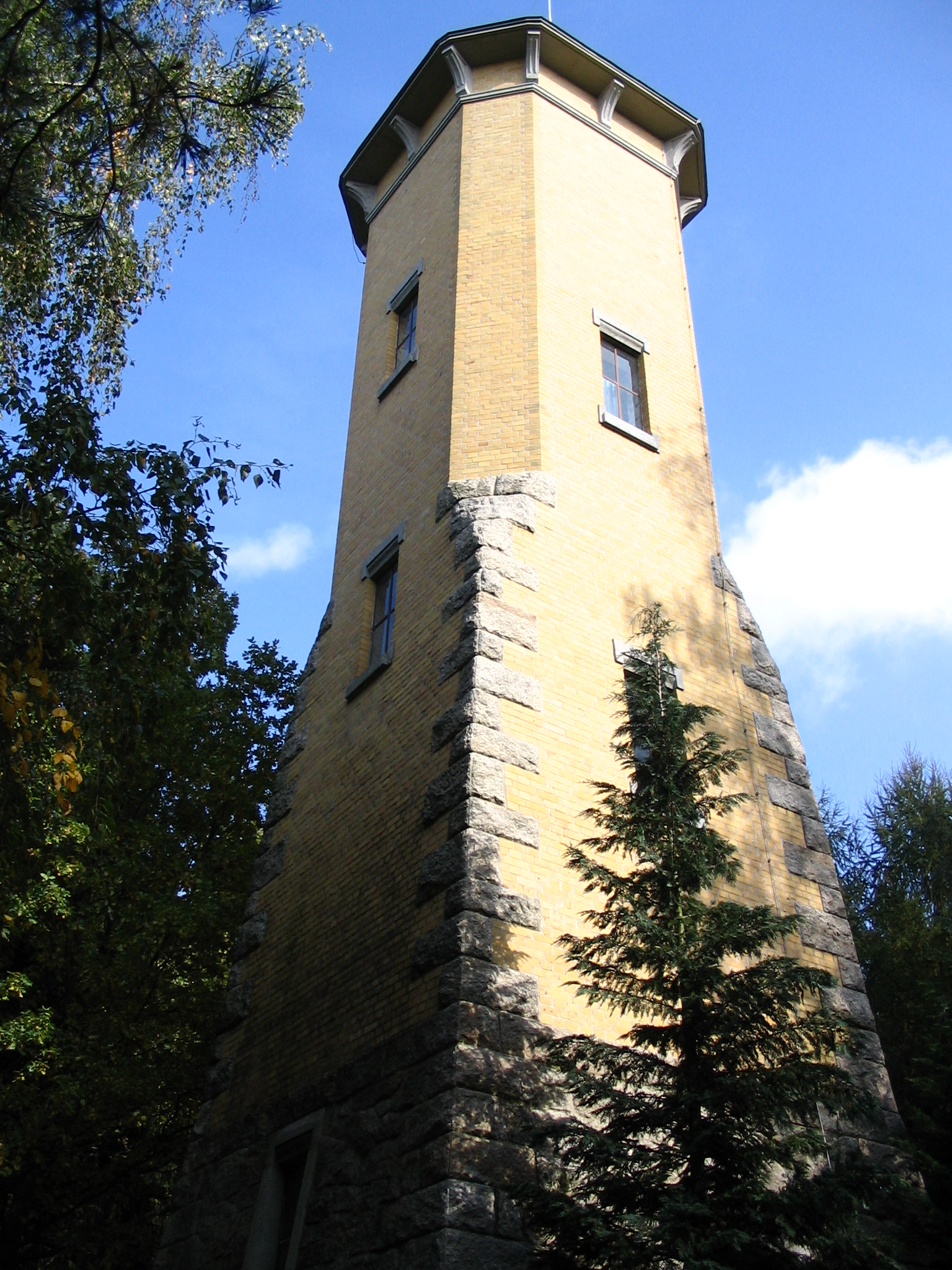
Perlaser Turm

### Lage
Perlas liegt nordöstlich von Treuen im Osten des Naturraumes Vogtland im sächsischen Teil des historischen Vogtlands. Im Ort entspringt der Lammelsbach, der über die Trieb in die Weiße Elster entwässert. Den höchsten Punkt bildet die Wilhelmshöhe mit 495,4 m über NN. Dort befindet sich ein 20 m hoher Aussichtsturm.

### Nachbarorte
|               | Wolfspfütz                                  |      |
| Hartmannsgrün | Kompassrose, die auf Nachbargemeinden zeigt | Eich |
| Treuen        | Veitenhäuser                                | Buch |

### Verkehr
Die Flur von Perlas wird von der durch die Vogtlandbahn betriebenen Bahnstrecke Herlasgrün–Falkenstein berührt. Südlich von Perlas mündet die Staatsstraße 298 in die Staatsstraße 299 ein.

## Geschichte

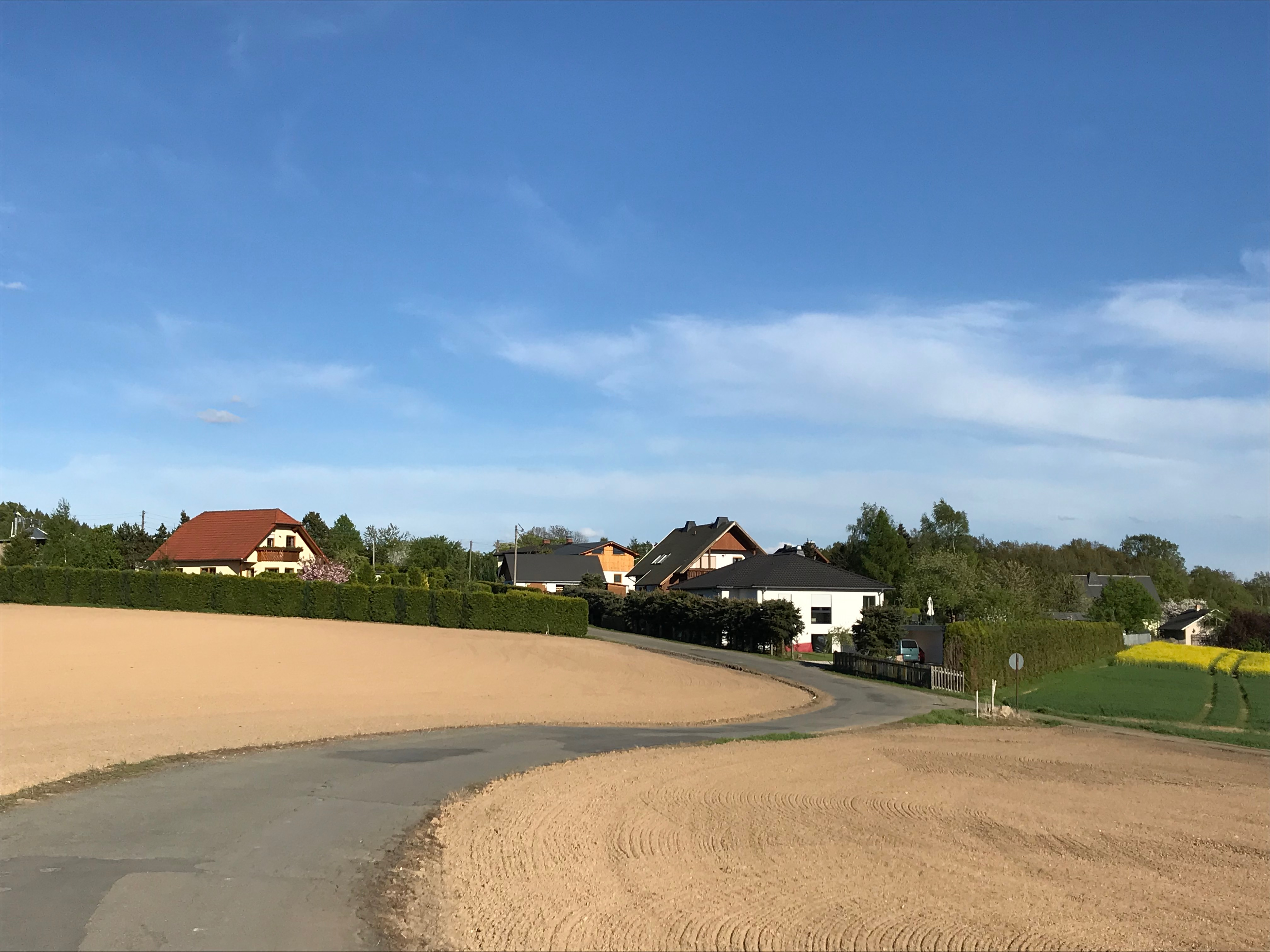
Ortsansicht Perlas

Die Streusiedlung Perlas wurde im Jahr 1413 unter dem Namen Berlis erstmals erwähnt. In der südlichen Ortsflur entstanden 1576 bzw. 1791 die Streusiedlungen Mahnbrück und Veitenhäuser. In der östlichen Ortsflur entstand nach 1814 die Siedlung Buch aus einem Einzelgut. Die Grundherrschaft über Perlas lag bis ins 19. Jahrhundert beim Rittergut Treuen.
Perlas gehörte bis 1856 zum kursächsischen bzw. königlich-sächsischen Amt Plauen. 1856 wurde der Ort dem Gerichtsamt Treuen und 1875 der Amtshauptmannschaft Auerbach angegliedert. Seit 1865 führt die Bahnstrecke Herlasgrün–Oelsnitz ohne Halt durch die Ortsflur.
Die Gemeinde Perlas wurde am 13. Juli 1931 in Veitenhäuser umbenannt und am 1. Juli 1950 nach Treuen eingemeindet. Durch die zweite Kreisreform in der DDR kam Perlas als Ortsteil der Stadt Treuen im Jahr 1952 zum Kreis Auerbach im Bezirk Chemnitz (1953 in Bezirk Karl-Marx-Stadt umbenannt), der ab 1990 als sächsischer „Landkreis Auerbach“ fortgeführt wurde und 1996 im Vogtlandkreis aufging.

### Einwohnerstatistik
| Jahr          | 1793      | 1834 | 1871 | 1890 | 1910 | 1925 |
| ------------- | --------- | ---- | ---- | ---- | ---- | ---- |
| Einwohnerzahl | 7 Häusler | 65   | 80   | 99   | 425  | 353  |

1910 war Perlas unter den 69 Kommunen der Amtshauptmannschaft Auerbach auf Rang 53 der Einwohnerstatistik. 1925 lebten im Ort 335 Lutheraner, 5 Katholiken und 13 andersgläubige.

## Sehenswürdigkeiten
Markanter Aussichtspunkt nahe Treuen ist der Perlaser Turm auf der Wilhelmshöhe. Von diesem 1907 erbauten 20 Meter hohen Turm kann man über Treuen und früher auch über weite Teile des Vogtlands blicken. Neben dem Turm befindet sich ein Stationspunkt der Königlich-Sächsischen Triangulation aus dem Jahr 1876.